# کنتژنو
کنتژنو (به لهستانی:  Kętrzyno) یک روستا در لهستان است که در گمینا لینگا واقع شده‌است. کنتژنو  ۴۰۴ نفر جمعیت دارد.